# Stephen Moore (rugbista)
Stephen Thomas Moore (Khamis Mushait, Arabia Saudí, 20 de enero de 1983) es un exjugador de rugby australiano, a lo largo de su carrera se desempeñó como hooker en Queensland Reds y Brumbies. A nivel internacional acumuló un total de 129 partidos con los Wallabies de los cuales 24 lo hizo como capitán.

## Primeros años
Nació en Arabia Saudita hijo de padres irlandeses. Su familia se trasladó a Tuam, Galway, República de Irlanda, a mediados de la década de los ochente antes de emigrar a Mount Morgan, Queensland, Australia en 1988, cuando él tenía cinco años de edad. Su familia más tarde se trasladó a Rockhampton, antes de asentarse, finalmente en Brisbane.[cita requerida]

## Carrera
Moore se formó en sus años júnior en Queensland, jugando rugby escolar con Rockhampton Pioneers y Brisbane Grammar school antes de unirse al club de rugby de la Universidad de Queensland de donde salió para representar a Australia en categoría sub-19. Hizo su debut Super 12 en 2003 para los Queensland Reds contra los Bulls. Luego jufó con el equipo de Australia sub-21 en los campeonatos del mundo sub-21 de los años 2003 y 2004, así como con el equipo Australia A.[cita requerida]
Fue incluido en la selección de rugby de Australia en 2005 para los tests de mediados de año. Debutó con Rocky Elsom contra Samoa. Salió del banquillo en matches contra Samoa, Italia y Francia. Fue entonces seleccionado tres veces contra Sudáfrica. En noviembre se unió a los Wallabies en Francia cuando su colega hooker, Adam Freier, sufrió una lesión. Jugó en la derrota frente a Francia el 5 de noviembre. Tras un año 2005 en que se estrenó con la selección y apareció en todos los partidos Super 12 de los Queensland Reds, el año 2006 fue más mixto pues acabó la temporada en el banquillo. Sin embargo, sus habilidades y su fuerza, acabaron con su selección para el equipo de los Wallabies que hizo su tour de fin de año por Europa.[cita requerida] Viajó en noviembre a Europa para la serie de los Internacionales de Otoño. Fue usado como reemplazo en el partido contra Italia (25-18) en el Stadio Flaminio, Roma. Luego jugó con Australia A que derrotó a Irlanda A a media semana en Thomond Park, Limerick. Luego fue suplente en el 54.º minuto del Irlanda contra Australia, en el que Irlanda ganó fácilmente, 21-6, en condiciones difíciles en el estadio de Lansdowne Road, Dublín.  Hizo su primera aparición internacional plena por Australia al fin de semana siguiente contra Escocia en Murrayfield Stadium en Edimburgo, marcando un pase de Matt Giteau para lograr su primer ensayo internacional. 
El 8 de septiembre de 2007, Moore hizo su debut en la Copa Mundial de Rugby contra Japón, que vio a los Wallabies ganando ampliamente 91-3. Luego se clasificaron para cuartos de final siendo líderes del grupo B con otras tres victorias, contra Gales, Fiyi y Canadá. El 6 de octubre, Inglaterra derrotó a 12-10 en la primera copa del mundo de rugby IRB en el Stade Vélodrome, Marsella, poniendo fin a los sueños mundiales de los Wallabies.[cita requerida]
En 2008, Moore fue una presencia permanente en la delantera australiana, uniéndose al medio apertura Matt Giteau como el único jugador que apareció en todos los 14 tests jugados por los Wallabies durante un año en que batió récords. Moore tuvo una excelente gira de primavera por Europa, comenzando todos los partidos, estableciéndose firmemente como el primer hooker de los Wallabies. La victoria sobre Francia vio a Moore cruzar por su segundo ensayo en el verde y oro de los Wallabies. También ganó el ansiado título de Man of the Match durante la Cook Cup de Australia, en que derrotaron a Inglaterra en Twickenham el 15 de noviembre.[cita requerida]
A principios de 2009, Moore cambió de equipo, del Brisbane a Canberra; en su primera temporada jugó 12 de los 13 matches. Volvió a firmar para la Rugby Union Australiana hasta después de la copa del mundo de 2011. En 2010 apareció en los 13 partidos para los Brumbies hasta que se partió la mandíbula en el último juego de la temporada regular.
Desde el Torneo de las Tres Naciones 2011, Moore ha sido seleccionado en todas las ocasiones, normalmente como primera elección de hooker. Fue clave en el equipo que ganó el Tres Naciones de 2011, y en la campaña de la Copa del Mundo de Rugby de 2011, en la que Australia acabó tercera. Desde el primer partido de Australia contra Francia en los tests de finales del año 2012, Moore ha jugado todos y cada uno de los partidos de los Wallabies, incluyendo el comienzo de cada test en lagira de los British and Irish Lions de 2013. Cuando Robbie Deans dimitió tras las series de los Lions y cuando Ewen McKenzie cogió las riendas, Moore comenzó con Hooker para los Wallabies para el resto de los tests del año 2013 jugando muy bien.
En el segundo año en el cargo de McKenzie, escogió a Stephen Moore de capitán para los test matches de mediados de año contra Francia, con Michael Hooper y Adam Ashley-Cooper como vicecapitanes. Sin embargo, en el primer partido como capitán, tuvo una lesión de rodilla en el partido contra Francia en el Suncorp Stadium de Brisbane.
En 2015 Moore y los wallabies se proclaman campeones de Rugby Championship 2015 al derrotar a los All Blacks por 27-19 en el Estadio ANZ de Sídney
El 6 de julio de 2015, Moore fue escogido como capitán de los Wallabies para la Copa Mundial de Rugby de 2015. Stephen Moore alcanzó los 100 partidos con Australia en el enfrentamiento de cuartos de final, en el que derrotaron a Escocia 35-34 en el estadio de Twickenham, y fue elegido por el público, a través de Twitter como "Jugador del partido" (Man of the Match).